# الأنبا كاراس
كاراس (اسم الميلاد سوريال عياد سوريال) أول أسقف للكنيسة القبطية الأرثوذكسية في الولايات المتحدة وأول رئيس دير للكنيسة خارج مصر.

## النشأة
ولد سوريال عياد سوريال في 17 يناير 1955 في السودان. كان سوريال متدينًا في سن مبكرة، وتلقى تربية أرثوذكسية قوية. بعد أن أنهى سوريال درجة البكالوريوس في الهندسة الكيميائية من جامعة الخرطوم، غادر إلى فرنسا لمتابعة الدكتوراه في جامعة تولوز.

## خدمته
في 18 يناير 1981، حاول دخول دير القديس بيشوي ولكن أوقفه رئيس الدير الأنبا صرابامون، وأمره بالعودة إلى فرنسا لمواصلة تعليمه. أجاب سوريال: لا أحد يستطيع النظر إلى الوراء بعد أن وضع يده على المحراث. ( لوقا 9:62) فسمح له الأنبا صرابامون بالدخول. في 14 نوفمبر 1981، رُسِم سوريال راهبًا وأطلق عليها اسم الأب كاراس. رسمه البابا شنودة الثالث كاهنًا في 14 فبراير 1984، وكلفه برئاسة المركز البابوي في دير الانبا بيشوي. في 23 مايو 1989، قام البابا شنودة بترقية الأب كاراس إلى قمص.
عُيّن القمص كاراس رئيس دير القديس أنطونيوس الكبير الجديد في نيوبيري سبرينغز، كاليفورنيا (بالقرب من بارستو، كاليفورنيا ) في 26 سبتمبر 1989. 
وافق أساقفة ومطارنة المجمع المقدس للكنيسة القبطية الأرثوذكسية بالإجماع على ترقية الأب كاراس أسقفًا ورئيسًا للدير تقديراً لازدهار الدير. كُرس أسقفًا في 6 يوليو 1993 من قبل البابا شنودة الثالث.
في عام 1998 أصيب الأنبا كاراس بسرطان الرئة وتوقعوا وفاته بعد ستة أشهر. فاستمر الأسقف باقامة القداسات الإلهية والصيام وعاش حياة التقشف الصارمة. كان يلتقي يومياً بالزائرين، رغم أنه كان يتلقى العلاج الكيميائي. في 10 يناير 2002 أصيب المطران كاراس بجلطة دماغية ودخل في غيبوبة. تُوفي في الصباح الباكر من يوم 20 يناير، قبل يوم من عيد ميلاده السابع والأربعين.